# Posbankmoord
De Posbankmoord is een moord uit 2003 die lange tijd onopgelost bleef, een zogenoemde cold case. Het slachtoffer was de 44-jarige huisschilder en hardloper Alex Wiegmink uit het Gelderse Drempt. Op maandag 20 januari 2003 werd hij op de parkeerplaats Bloemers aan de Burgemeester Bloemersweg in het natuurgebied aan de Elsberg op het Herikhuizerveld, beter bekend als de Posbank, bij Rheden doodgeschoten. Niet veel later werd zijn lichaam verkoold teruggevonden in zijn uitgebrande auto, een metallic donkergroene Opel Omega, in de bossen bij het Noord-Brabantse Erp, op ruim tachtig kilometer afstand van Rheden. In 2008 werd de zaak heropend. Pas in 2016 kwam er dusdanig schot in de zaak dat een veroordeling volgde. De zaak is afgerond in 2021.

## Onderzoek
Alex Wiegmink was op die middag in januari 2003 met zijn auto naar zijn favoriete parkoers gereden om er een trainingsrondje te lopen, doch daarna nimmer thuis teruggekeerd. Omtrent de vraag hoe zijn stoffelijk overschot op grote afstand daarvandaan kon worden teruggevonden tastte de politie in het duister. Uit sectie bleek dat hij met geweld om het leven was gebracht en dat het mogelijk moord betrof, hoewel de precieze doodsoorzaak niet bekend werd gemaakt.
Omdat er onvoldoende aanknopingspunten waren om zijn gewelddadige dood te verklaren, werd door politie zelfs ook onderzocht of het slachtoffer wellicht een aan zijn naasten onbekend dubbelleven leidde, dat hem noodlottig zou zijn geworden. Daarvoor werd echter geen enkele aanwijzing gevonden. Omdat er geen reden kon worden bedacht waarom hij persoonlijk doelwit zou zijn van een op hem beraamde moord, zou Wiegmink volgens zijn nabestaanden en ook volgens misdaadverslaggever Peter R. de Vries 'op het verkeerde tijdstip op de verkeerde plaats' zijn geweest.
Jarenlang leek de zaak op een dood spoor te zitten. Tweemaal was er een speciaal rechercheteam op de zaak gezet: eerst het "Bloemersteam", later het tweede rechercheteam "Kemphaan". In oktober 2003 werd het eerste rechercheteam ontbonden. In oktober 2008 heropende de politie de zaak. Aanleiding was een tip van Peter R. de Vries. Diverse personen, onder wie een inmiddels overleden Arnhemse crimineel, waren op enig moment tijdens het onderzoek voor de mogelijke dader(s) gehouden.
Tot de schaarse aanwijzingen waarover de politie lange tijd beschikte behoorde ook dat de vermoedelijke daders op de dag van de moord in een blauwe Audi-80 reden. Ook was er een muts gevonden met het logo van het Amerikaanse honkbalteam de Chicago White Sox, waaruit kijkgaten waren geknipt. Op de muts, die vlak bij de uitgebrande auto werd gevonden in een vuilnisbak, waren DNA-sporen gevonden en een hondenhaar.

## Toedracht
Bij de uiteindelijke oplossing van de lange tijd mysterieuze zaak bleek dat Wiegmink door de pas in 2017 als daders veroordeelde twee personen van het leven was beroofd om zijn auto te kunnen stelen. Die hadden zij als vluchtauto willen gebruiken bij een door hen beraamde overval op een busje van een meubelmakerij. Uit de reconstructie van het delict in de strafzaak tegen de vermoedelijke daders bleek dat Wiegmink bij terugkeer van zijn trainingsronde bij zijn geparkeerde auto met een vuurwapen was bedreigd. Het tweetal eiste zijn auto op. Zijn weigering de autosleutels af te staan moest hij met zijn leven bekopen. De daders vervoerden daarna zijn lichaam in zijn auto naar het Brabantse Erp en staken het voertuig met daarin het stoffelijk overschot in brand.

## Eerste verdachte: bekentenis na tv-uitzendingOpsporing Verzocht
De zaak leek nooit meer te worden opgelost, tot er in oktober 2016 weer nieuw licht op viel. De vastgelopen zaak geraakte toen in een stroomversnelling nadat de politie middels het tv-programma Opsporing Verzocht het publiek opnieuw aandacht vroeg voor de moord. De eerste verdachte Frank S. uit Boekel meldde zich daarop reeds in november 2016 uit gewetensnood op het politiebureau met een bekentenis en een spijtbetuiging. Medeverdachte Souris R. uit Veghel kon korte tijd later ook worden aangehouden. Hij legde echter tijdens de verhoren geen bekentenis af. Beide personen waren reeds eerder tijdens het onderzoek door de politie gehoord, maar toen nog niet als verdachten aangemerkt.

## Tweede verdachte:Mr. Big-opsporingsmethode
Na de bekentenis van de eerste verdachte paste de politie een tactiek toe om de door hem als mededader aangewezen tweede verdachte Souris R. reeds voor zijn aanhouding ook een belastende verklaring te ontlokken omtrent betrokkenheid bij het delict. In een undercoveroperatie werd hij door opsporingsambtenaren betrokken bij een door hen gefingeerde criminele organisatie, waarbij hem werd voorgehouden te kunnen "solliciteren" bij een mysterieuze maffioso die daarover de leiding zou voeren, de Mr. Big. Deze oorspronkelijk uit Canada afkomstige methode geldt als omstreden omdat verdachten makkelijk tot een valse bekentenis zijn te verleiden. Het gebruik van deze methode zou blijken tijdens de uiteindelijke strafzaak tegen het tweetal. Politieambtenaren in burger deden de verdachte geloven geharde criminelen te zijn die bezig waren met de voorbereiding van een handel in xtc-pillen. Zij stelden hem voor werkzaamheden voor hen te verrichten waaronder het inpakken van de pillen en het bewaken van de loods waar deze zouden zijn opgeslagen. Tijdens die operatie deden deze politieambtenaren hem betalingen en beloofden zij € 75.000,- voor een drugsdeal. Uiteindelijk hebben deze politieambtenaren de druk opgevoerd, onder meer door te onthullen dat hen bekend zou zijn dat hij hoofdverdachte in de Posbank-zaak was. Zijn betrokkenheid daarbij vormde een mogelijk risico voor hun "organisatie". Daarna had de verdachte de voor het omstreden bewijs gebruikte bekennende verklaring afgelegd.

## Getuige
Nadat de twee verdachten waren vervolgd en veroordeeld, trad in januari 2018 een jarenlang anoniem gebleven getuige van het misdrijf naar voren. Een destijds toevallig passerende mountainbiker onthulde een en ander te hebben gezien en snel te zijn doorgefietst om vervolgens met zijn mobiele telefoon de politie te alarmeren.

## Strafzaak

### Rechtbank
De twee aangehouden verdachten werden onder meer wegens moord vervolgd en stonden in april 2017 terecht voor de rechtbank te Arnhem. Het OM hield daarbij nog rekening met de mogelijkheid van carjacking of dat Wiegmink op de betreffende parkeerplaats op de Posbank ongewild getuige was geweest van een clandestiene transactie tussen criminelen en daarom was gedood. De rechtbank kende aan de nabestaanden van het slachtoffer extra spreekrecht toe. Tijdens de behandeling ter zitting bleek dat het tweetal al eerder als verdachten was gehoord en dat de politie hen ook voor de ontknoping weer enige tijd middels undercoveragenten in het oog hield en de Mr. Big-methode toepaste. De undercoveragenten hielden R. een lucratieve xtc-handel voor en trachtten hem daarbij een bekentenis omtrent de gebeurtenissen op de Posbank te ontlokken. Hij zei toen Wiegmink te hebben doodgeschoten, maar deed dat tijdens de zitting af als grootspraak. Aan het tweetal werd ten laste gelegd dat zij Wiegmink met voorbedachte raad hadden doodgeschoten (vermoord), dan wel voorafgaand, ten tijde van of na de (poging tot) diefstal (met geweld)/afpersing van een auto en/of het handelen in strijd met de Opiumwet de hardloper hadden doodgeschoten, met het oogmerk om een ander strafbaar feit voor te bereiden, gemakkelijk te maken en/of bij betrapping op heterdaad ervoor te zorgen dat hij/zij niet gestraft zou(den) worden voor dit feit en/of in het bezit zou(den) blijven van de opbrengst van het strafbare feit (gekwalificeerde doodslag); dan wel het slachtoffer opzettelijk hadden gedood (doodslag); dan wel zich schuldig hadden gemaakt aan een diefstal met geweld en/of bedreiging met geweld, een afpersing of een poging tot een van deze feiten met de dood van Wiegmink tot gevolg. Tevens werd hen brandstichting verweten.
Er bleken verschillen tussen het verhaal dat Frank S. zelf in 2016 bij zijn bekentenis tegenover de politie had verteld en de beweringen van zijn medeverdachte Souris R. tegen een undercoveragent tijdens het politieonderzoek.
De rechtbank liet in het midden welke versie van het verhaal de juiste zou zijn en achtte doodslag bewezen, vergezeld en/of voorafgegaan van het overige ten laste gelegde, inclusief de brandstichting. De officier van justitie eiste een gevangenisstraf van dertien jaren. De rechtbank legde de daders een zwaardere straf op: R. 16 jaar en S. 14 jaar.

### Gerechtshof
In hoger beroep werd door het OM tegen beide verdachten 16 jaar gevangenisstraf geëist.
Door het gerechtshof Arnhem-Leeuwarden werd voorbedachte rade bij beide daders en daardoor het delict moord wel bewezen geacht. Een van de daders zou voor het delict tegenover de ander een snijbeweging langs de hals hebben gemaakt, ten teken dat Wiegmink uit de weg diende te worden geruimd. Het hof legde beiden 18 jaar gevangenisstraf op.

### Herziening
Om de rechtmatigheid van de door de politie gebezigde Mr. Big-opsporingsmethode te toetsen, zou het proces tegen Souris R. moeten worden overgedaan. Hij was schuldig bevonden aan moord en het plegen van brandstichting, maar betwijfeld werd of het daarvoor aangenomen bewijs wel rechtmatig verkregen was. De vraag was of die opsporingsmethode een wettelijke grondslag had en of de toepassing ervan in strijd kwam met de verklaringsvrijheid van een verdachte. Dat overdoen na een gedeeltelijke vernietiging van de uitspraak adviseerde de advocaat-generaal Carel Bleichrodt in juni 2019 aan de Hoge Raad.
In december 2019 oordeelde de Hoge Raad dat de veroordeling van de tweede verdachte wegens de bedenkingen tegen die gebezigde opsporingsmethode geen stand kon houden. In februari 2021 heeft het Openbaar Ministerie 20 jaar geëist tegen Souris R. 
Frank S. stierf in de gevangenis in oktober 2024.

### Gerechtshof
Op 26 februari 2021 oordeelde het gerechtshof Den Haag dat is bewezen dat zowel R. als S. Wiegmink heeft doodgeschoten en R. werd wederom veroordeeld tot 18 jaar cel. Het hof nam de Mr. Big-undercoveractie niet mee in de bewijsvoering. 'Er is genoeg ander bewijs, oordeelt het hof.'

## Documentaire
In augustus 2011 zond de omroep RKK een documentaire uit over de mysterieuze, toen al acht jaar lang nog onopgeloste moord, als tweede aflevering van het tweede seizoen van de serie Het drama van....

## Alex Memorial
De voormalige nationale marathontopper Aad Steylen, een hardloopkameraad van Alex, organiseerde tot 2013 tien jaar lang op de datum 20 januari met de trimgroep Het Houten Kruis ter herdenking van het slachtoffer een Alex Memorial-loop op de Posbank met een Alex Memorial-beker voor de winnaar, en in 2017 nogmaals voor een laatste keer. In 2007 werd de loop gewonnen door Sander Wiegmink, een van de zoons van Alex Wiegmink.
Bij die laatste editie in 2017 werd tijdens een plechtigheid een minuut stilte in acht genomen en in het bijzijn van de familie het provisorisch houten herdenkingskruis voor de Dremptenaar begraven dat op de plaats van de moord was geplaatst, bij de parkeerplaats aan de Burgemeester Bloemersweg. Ook werd een door zijn zoon Jos Wiegmink gecomponeerd lied ‘De Onbekende Man’ uitgevoerd, waarna de hardlopers een laatste ereronde voor Wiegmink liepen.
Steylen zamelde met de Memorial ook geld in ter beloning voor een gouden tip die kon leiden tot de oplossing van de moord. Dat niet-uitgekeerde bedrag werd in een fonds gestort voor het opleiden van jonge marathonlopers.